# Кошкин, Александр Юрьевич
Алекса́ндр Ю́рьевич Ко́шкин (6 июня 1984 года, Свердловск-44) — российский волейболист, тренер.

## Игровая карьера
Волейболом начал заниматься со второго класса. В конце школы получил предложение от «УЭМ-Изумруда», но отклонил его, поступив в экономический институт. После первого курса всё же решил стать профессиональным волейболистом и переехал в Красноярск, где играл в местном «Дорожнике». С 2001 по 2006 годы был связующим в основной команде.
В 2006 году покинул красноярский клуб и уехал в кызыльский «Восток», но там задержался всего лишь на год. Затем в карьере Кошкина были северский «Янтарь» и «Элвари-Сахалин».
В 2012 году завершил карьеру игрока и перешёл на тренерскую должность в «Енисее». Позже Кошкин признавался, что его игровая карьера «не особо получилась», и что он ушёл из волейбола из-за отсутствия перспектив.

## Карьера тренера
Придя в мужскую команду «Енисея», спустя некоторое время он был переведён в женскую. При этом сам Кошкин поначалу негативно относился к женскому волейболу, однако затем его мнение кардинально поменялось.
В 2017 году, будучи исполняющим обязанности главного тренера женской команды ««Енисей»», Кошкин выиграл бронзовые медали чемпионата России. Этот успех считается крупнейшим в истории красноярского волейбола. В августе стал полноценным главным тренером. В том же году «Енисей» сыграл в Лиге чемпионов, однако проиграл в предварительном раунде «Марице», после чего Кошкин покинул клуб.
В 2019 году возглавил «Сахалин», где отработал полтора сезона. В апреле 2021 года возглавил «Динамо-Метар».
Возглавил московское «Динамо» перед началом сезона-2024/25 — с ним команда вышла в плей‑офф, но вылетела на стадии ¼ финала турнира, где уступил «Заречью-Одинцово». После чего тренер покинул коллектив.

## Личная жизнь
Женат, двое детей. Сына зовут Слава. Болельщик московского «Спартака»